# Arrigetch Peaks
Die Arrigetch Peaks sind eine Gruppe von Granitgipfeln mit einer Höhe von bis zu 2189 m im Südwesten der Endicott Mountains, einem Gebirgszug der Brookskette.
Die Gipfel liegen im Gates-of-the-Arctic-Nationalpark. Sie waren ein Orientierungspunkt der Nunamiut, die sie als „ausgestreckte Finger“ bezeichneten. Die Gruppe der Granitgipfel erhebt sich über Gletschertäler und borealen Nadelwald. Die Peaks illustrieren die Gletscheraktivität und zeigen einen abrupten Übergang von metamorphem Gestein zu Granit.
Die Arrigetch Peaks sind Quellgebiet des Kobuk River und zweier Zuflüsse des Alatna River (Arrigetch Creek und Aiyagomahala Creek).
Die Gipfelgruppe wurden 1968 als National Natural Landmark und somit als bedeutend für die Naturgeschichte des Landes eingestuft.